# Mount Best
Mount Best är ett berg i Antarktis. Det ligger i Östantarktis. Australien gör anspråk på området. Toppen på Mount Best är 800 meter över havet.
Terrängen runt Mount Best är varierad. Trakten är obefolkad. Det finns inga samhällen i närheten.